# Bataille de Mykonos
Première Coalition
Batailles
La bataille de Mykonos est un engagement naval mineur mené dans le port principal de l'île cycladique de Mykonos le 17 juin 1794 pendant les guerres de la Révolution française. Un escadron de la Royal Navy britannique dirigé par le navire de quatrième rang HMS Romney escorte un convoi de huit navires marchands vers l'ouest à travers la mer Égée jusqu'à Smyrne lorsque la frégate française Sibylle est aperçue à l'ancre dans le port de la ville de Mykonos avec trois navires marchands français. Ordonnant au convoi de continuer avec le reste de l'escadron, le capitaine William Paget détourne le Romney de 50 canons vers le port et exige la reddition du navire français de 40 canons et de son convoi.
Le commandant français Jacques-Mélanie Rondeau refuse les demandes de Paget et se prépare à défendre son navire. Après quelques manœuvres pour s'assurer que la ville n'est pas dans son arc de tir, Paget a amené Romney le long de la frégate française et pendant une heure et dix minutes, les deux navires ont échangé des bordées à bout portant. L'engagement est âprement disputé et les deux navires subissent de lourdes pertes, mais finalement la plus grande taille du Romney à deux ponts était trop grande pour la plus petite frégate et Rondeau se rend. Sibylle est ensuite mise en service dans la Royal Navy et participe à une célèbre combat dans l'océan Indien contre la frégate française Forte en 1799.

## Contexte
En août 1793, sept mois après l'entrée britannique dans les guerres de la Révolution française, la flotte méditerranéenne de la Royal Navy sous les ordres de Lord Hood prend le contrôle de Toulon, la principale base navale du sud de la France, ainsi que la flotte méditerranéenne française ancrée dans le port. Bien que les armées républicaines françaises reprennent la ville en décembre 1793, à la suite de la victoire française du siège de Toulon, une opération organisée à la hâte réussit à détruire la moitié de la flotte et à endommager la majeure partie du reste. Des parties de la flotte française sont en mer pendant le siège et évitent ainsi la capture ou la destruction, en particulier les frégates opérant contre le commerce britannique.
Au cours de l'année 1794, alors que la flotte française subit des réparations à Toulon, ces frégates restent en opération à travers la Méditerranée. C'est le cas de la frégate Sibylle de classe Hébé de 40 canons, nouvellement construite, sous le commandement du capitaine Jacques-Mélanie Rondeau, qui est détachée pour opérer de manière indépendante dans la mer Égée. Avec la flotte française inactive, la Royal Navy concentre son attention sur la capture de la Corse, en menant des sièges à Bastia et à Calvi, avec des forces plus petites envoyées à travers la Méditerranée pour escorter des convois de navires marchands et chasser les frégates françaises manquantes. L'une de ces escadres, envoyée en juin 1794 de Naples jusqu'en mer Égée, avec un convoi de sept navires marchands néerlandais et un britannique à destination de Smyrne, se compose du navire de quatrième rang de 50 canons HMS Romney sous les ordres du capitaine William Paget et de trois frégates HMS Inconstant, HMS Leda et HMS Tartar.

## Bataille

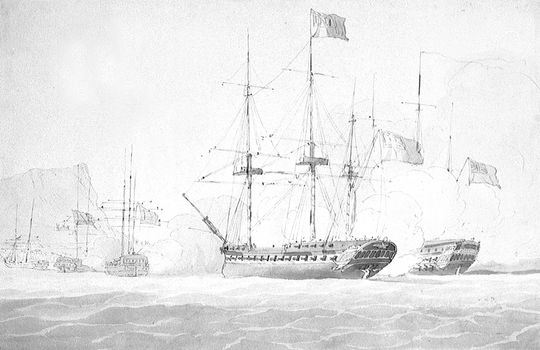
Dessin du combat de Nicholas Pocock en 1796

Le 16 juin, au large de Kimolos, des informations parviennent au convoi britannique selon lesquelles une frégate française a été aperçue près l'archipel des Cyclades, plus précisément près de Tinos et Mykonos. L'Inconstant est détaché pour rechercher le navire ennemi, en vain. Le lendemain, alors que le convoi britannique traverse le détroit entre les îles, un grand navire de guerre est aperçu à l'ancre dans le port de Mykonos. Ordonnant au convoi de continuer sous l'escorte des trois frégates, Paget tourna le HMS Romney vers le sud pour enquêter. Il découvre que le navire est la Sibylle, ancrée aux côtés de trois navires marchands français et arborant le fanion de Rondeau. L'approche de Paget rend l'évasion impossible et Rondeau reste à l'ancre alors que le plus gros navire britannique entre dans le port et s'arrête juste avant le navire français. Paget envoie ensuite un officier subalterne sur la Sibylle dans une sorte de chaloupe avec la demande que Rondeau rende son navire et son convoi pour éviter la perte de la vie de leurs équipages qu'un engagement avec le plus grand Romney entraînerait. Rondeau répond qu'il est bien conscient de la taille de son adversaire et qu'il n'est pas intimidé; il est prêt au combat et s'est juré « de ne jamais battre ses couleurs ». Rondeau aurait par la suite appris avant l'engagement que le HMS Romney opérait avec un équipage réduit, ne transportant que 266 hommes sur les 341 qui auraient dû être à bord, ce qui se compare défavorablement aux 380 hommes à bord du navire français.
L'officier subalterne revient avec la réponse de Rondeau, le commodore français utilisant le retard pour manœuvrer la Sibylle afin que le navire se trouve directement entre la ligne de tir du Romney et la ville de Mykonos. Il croit que Paget n'est pas disposé à attaquer s'il y a un risque de causer des dommages et des pertes à la ville, qui est sous le contrôle - comme avec le reste de l'archipel des Cylades - de l'Empire ottoman neutre. Cela force Paget à modifier la position de son propre navire, déformant le Romney de sorte que la bordée du navire soit opposée à la ville mais puisse toujours être amenée à peser contre Sibylle. Ce faisant, il déplace un canon du côté non engagé du Romney pour remplir un sabord vide, la manœuvre ininterrompue par Rondeau. À 13h00, le navire britannique est correctement positionné, Paget commandant des « ressorts » sur les câbles d'ancrage, un système de fixation de l'ancre d'étrave qui augmente la stabilité et permet au Romney de balancer sa bordée à l'arrêt.
Satisfait de ses préparatifs, Paget ordonne à ses artilleurs d'ouvrir le feu sur la Sibylle et celle-ci riposte immédiatement. Les frégates sont ancrées immobiles dans la baie devant Mykonos et l'engagement se déroule bord à bord, sans possibilité de manœuvrer ou d'éviter les tirs ennemis. La bataille se poursuit jusqu'à 14h10, la Sibylle subissant de graves dégâts sous le feu du plus grand Romney. Alors que les pertes augmentent rapidement et que certains de ses hommes s'éloignent de leurs stations et nagent vers le rivage, Rondeau reconnaît que la défaite est inévitable et, malgré son serment, rend son navire pour éviter de nouvelles effusions de sang. La Sibylle totalise deux officiers et 44 marins tués, neuf autres mourants et 103 blessés. En revanche, les pertes sur Romney sont relativement légères, avec huit tués et 30 blessés, dont deux sont décédés par la suite.

### Ordre de bataille
Dans ce tableau, « Canons » désigne tous les canons transportés par le navire, y compris les canons du pont principal qui sont pris en compte lors du calcul de son rang, ainsi que toutes les caronades transportées à bord. Le poids de la bordée enregistre le poids combiné des coups qui pourraient être tirés en une seule décharge simultanée d'une bordée entière.
| Bateau                  | Le commandant                     | Marine | Pistolets | Tonnes         | Bordée <br /> lester         | Complément | Victimes | Victimes | Victimes |
| Bateau                  | Le commandant                     | Marine | Pistolets | Tonnes         | Bordée <br /> lester         | Complément | Tué      | Blessés  | Total    |
| ----------------------- | --------------------------------- | ------ | --------- | -------------- | ---------------------------- | ---------- | -------- | -------- | -------- |
| HMS Romney              | Capitaine Guillaume Paget         | </img> | 54        | 1046 bm        | 462 livres (209,55967494 kg) | 266        | dix      | 28       | 38       |
|                         |                                   |        |           |                |                              |            |          |          |          |
| Sibylle                 | Commodore Jacques-Mélanie Rondeau | </img> | 44        | 1091 milliards | 380 livres (172,3651006 kg)  | 380        | 53       | 103      | 156      |
| Source : Clowes, p. 486 |                                   |        |           |                |                              |            |          |          |          |

## Conséquences
Bien que le HMS Romney ait officiellement porté dix canons de plus que la Sibylle, leurs forces respectives sont considérablement plus proches que cela ne l'indique. La Sibylle transporte vingt-six canons de 18 livres, seize canons de 8 livres et deux obusiers de 36 livres pour un poids bordé d'environ 172 kg. Cela contraste avec un poids bordé de 187 kg de la batterie principale de canons de 24 livres du Romney, qui n'est donc, de l'avis de l'historien naval britannique controversé William James, « pas, en réalité, un dépassement décisif pour une frégate française de 40 canons ». Il estime en outre que les deux ponts d'armes à feu sur le Romney sont susceptibles d'avoir été le facteur décisif dans l'issue de la bataille. Bien que James considère que les Français se battaient dur, il critique personnellement Rondeau, déclarant que « si le capitaine français s'était abstenu de communiquer le serment qu'il avait prêté, de ne pas frapper les couleurs de son navire, cet engagement aurait été encore plus honorable qu'il ne l'était pour le officiers et hommes de Sibylle. »
Après la reddition de Rondeau, Paget saisit la Sibylle et les trois navires marchands du port. Le lendemain matin, l'Inconstant arrive en soutien et tous les navires rejoignent le convoi et continuent vers Smyrne, arrivant le 22 juin. La Sibylle navigue ensuite sous pavillon britannique sous le nom de HMS Sybille. Elle est considérée, selon les mots de l'historien James Henderson, « l'une des plus belles frégates de la marine ». En 1799, sous le commandement du capitaine Edward Cooke, qui s'illustre au siège de Toulon, la Sibylle livre une action célèbre dans l'océan Indien contre la frégate française Forte. À la fin de la bataille, la Forte est capturé et Cooke est mortellement blessé. Plus de cinq décennies après la bataille, l'Amirauté reconnaît l'action avec le fermoir « ROMNEY 17 JUNE 1794 » attaché à la médaille du service général de la marine, décernée sur demande à tous les participants britanniques vivant encore en 1847.